# Ante Crnac
Ante Crnac (Sisak, 17. prosinca 2003.) hrvatski je nogometaš koji igra na poziciji napadača. Trenutačno igra za Norwich City.

## Klupska karijera
Debitirao je za Dinamo Zagreb II 12. travnja 2021. protiv riječkog Orijenta koji je poražen 2:1. Pritom je postigao svoj prvi pogodak. Sveukupno je za Dinamo Zagreb II nastupio je 18 puta i postigao dva gola.
Crnac je 25. siječnja 2022. prešao u Slaven Belupo. Za Slaven Belupo debitirao je 29. siječnja 2022. u utakmici protiv Osijeka kojeg je Slaven Belupo dobio 2:1. Prvi klupski pogodak zabio je 4. travnja 2022. u protiv Lokomotive Zagreb od koje je Slaven Belupo izgubio 1:3. Ukupno je za Slaven Belupo odigrao 56 utakmica i postigao 11 golova.
Crnac se pridružio Raków Częstochowi 1. rujna 2023. godine, potpisavši petogodišnji ugovor. Za novi klub debitirao je 21. rujna 2023. protiv Atalante od koje je Raków Częstochowa izgubila 0:2. Klupski prvijenac postigao je 22. listopada 2023. u utakmici protiv Górnik Zabrzea.

## Reprezentativna karijera
Nastupao je za brojne hrvatske omladinske selekcije.

## Vanjske poveznice
- Profil, Hrvatski nogometni savez
- Profil, Transfermarkt